# Волдоборо (Мејн)
Волдоборо (енгл. Waldoboro) насељено је место без административног статуса у америчкој савезној држави Мејн.

## Демографија
По попису из 2010. године број становника је 1.233, што је 58 (-4,5%) становника мање него 2000. године.
| Група             | 2000.         | 2010.         |
| Белци             | 1.267 (98,1%) | 1.172 (95,1%) |
| Афроамериканци    | 1 (0,1%)      | 1 (0,1%)      |
| Азијати           | 9 (0,7%)      | 7 (0,6%)      |
| Хиспаноамериканци | 5 (0,4%)      | 23 (1,9%)     |
| Укупно            | 1.291         | 1.233         |